# Rue Émile-Durkheim
La rue Émile-Durkheim est une voie du 13e arrondissement de Paris en France.

## Situation et accès
La rue Émile-Durkheim, située dans le quartier de la Gare, débute au no 13, quai François-Mauriac et se termine au no 126, avenue de France. 
Elle est accessible à proximité par la ligne 14 à la station Bibliothèque François-Mitterrand.

## Origine du nom

Émile Durkheim.

Elle rend hommage au sociologue français Émile Durkheim (1858-1917) qui fut l'un des fondateurs de la sociologie.

## Historique
La voie est créée dans le cadre de l'aménagement de la ZAC Paris Rive Gauche sous le nom provisoire de « voie BS/13 » et prend sa dénomination actuelle par un arrêté municipal du 13 décembre 1994. 
Elle est ouverte à la circulation publique par un arrêté municipal du 24 juillet 2006.

## Bâtiments remarquables et lieux de mémoire
- Aux nos 9-19, les immeubles ont été construits entre 1994 et 1997 sur les plans de l'architecte Francis Soler[1].
- L'avenue longe la bibliothèque François-Mitterrand sur son flanc est, donne accès au complexe MK2 Bibliothèque, et descend vers la Seine au niveau du quai François-Mauriac.